# Peredo dos Castelhanos
Peredo dos Castelhanos é uma povoação portuguesa do Município de Torre de Moncorvo que foi sede da extinta Freguesia de Peredo dos Castelhanos. 
Em 2013, a Freguesia de Peredo dos Castelhanos foi extinta tendo sido agregada à Freguesia de Urros para criar a nova União das Freguesias de Urros e Peredo dos Castelhanos.

## Geografia
Situa-se no Alto Douro e está integrado na Região Demarcada do Douro, pertence ao denominado Douro Superior. O rio Douro avança em território nacional, desde a Barca d'Alva, em linha mais ou menos retilínea, até que faz uma curva pronunciada para a direita no momento em que recebe as águas do rio Côa.
É em frente, no contexto dessa curva em que desagua o rio Côa, o célebre "rio sagrado", que se localiza o Peredo.
A aldeia de Peredo dos Castelhanos situa-se no extremo Oriente do município de Torre de Moncorvo. É banhada a sul e a poente pelo Rio Douro, em posição frontal para a cidade de Vila Nova de Foz Côa. Faz ainda fronteira a este com Urros e a norte com a Açoreira. Os seus terrenos distribuem-se pelo planalto onde se situa a aldeia e pelas encostas ou ladeiras e vales apertados dessa Ribeira e do Rio Douro.
O solo é xistoso, de relevo acidentado com muitos penhascos em muitas partes da encosta do rio e da ribeira, e planáltico nos campos que rodeiam a povoação.
Da tradicional Capela da Sr.ª da Glória pode-se avistar as altas e abundantes montanhas e vales em redor, pelas encostas íngremes, pelo Ribeiro do Gavião ou pelo Douro que passa lá bem no fundo. Também do Miradouro do Alto da Barca ou Fevereira, de onde se vê o rio Douro e a foz do rio Côa. Este Miradouro está ainda ligado aos Caminhos Medievais de Santiago.

## História
A partir das inquirições de 1258, esta aldeia começa a ser referida em vários documentos antigos. No século XIV, os seus habitantes são obrigados a trabalhar na construção do muro do Castelo de Moncorvo.
Em 1370, perante as queixas dos moradores de estarem a ser diminuídos e despovoados com a criação do concelho de Vila Flor, D. Fernando enquadra Urros e Peredo no concelho de Moncorvo, cortando com a ligação anterior a Freixo de Espada à Cinta.
Sem se saber bem os motivos, consta-se que os habitantes terão abandonado o local, para depois voltar a ser habitado, em 1530, por oito famílias espanholas. A origem do topónimo Peredo viria do latim que significaria um conjunto ou pomar de pereiras, o que significa que estas plantas eram muito comuns no Peredo.
Citação de Virgilio Tavares, em Conheça Nossa Terra: 
"Durante o século XIV os seus habitantes são obrigados a trabalhar na construção do muro do castelo de Moncorvo.
A 7 de maio de 1370, D.Fernando dá aos Julgados de Urros e de Peredo (entre outras terras) aos da Vila de Moncorvo, por estes se lhe queixarem de estarem diminuídos e despovoados com a criação do concelho de Vila Flor.
Porém , ao que consta , os habitantes terão abandonado o local , mas não se sabe bem os motivos.
Por volta de 1530 é de novo habitada por 8 famílias espanholas de Freixeneda que aforaram a Gomes Borges de Castro durante três vidas os terrenos.O foro(imposto de renda), inicialmente de 16.000 reis, passou a ser perpétuo por nova escritura com o senhorio, e avaliado em 1000 alqueires de trigo, 500 de cevada e 40 galinhas.
Em 2 de abril de 1640 nasce lá o P.Pascoal Ferreira, que se tornou um ilustre homem de letras com alguns livros de sua autoria
Em decreto de 30 de julho de 1861 é ali criada uma escola primária. E, por volta de 1865, teria 121 fogos." 

## Cultura

### Desporto
Apesar do declínio da população a partir de 1960, o Peredo tem mantido uma intervenção desportiva rica, alimentada pela paixão e carinho dos que ficam, e dos que aparecem sempre que é necessário. Através do Grupo Desportivo, Recreativo e Cultural de Peredo dos Castelhanos, desde os primeiros Jogos do Concelho, que se costumam realizar por volta das comemorações do 25 de Abril, que a aldeia tem estado representada em diversas modalidades. Nos desportos coletivos como futebol de salão e voleibol foi várias vezes campeão ou disputou os primeiros lugares.
Nos jogos populares, fito, jogo do ferro, sueca, xincalhão, moeda, malha, entre outros, é comum os pedranos arrecadarem primeiros prémios. 
Nos últimos anos, é no futebol de salão que se tem investido mais e, quer nos Jogos do Concelho, quer nos torneios de Verão em Carviçais, Ligares, Moncorvo entre outros lugares  é frequentemente convidada uma representação da aldeia. 
Por tudo isso se canta com orgulho "Ai quem vale são os do Peredo, pela mocidade que tem" (extrato da canção do Peredo).

### Datas comemorativas
A festa do Verão, comemorada a 15 de Agosto, é dedicada a Nossa Senhora da Glória. O dia é sempre marcado por uma alvorada de morteiros com a chegada da banda musical e a sua volta à aldeia. A procissão faz-se num ambiente de respeito e as oferendas e promessas são cumpridas ao longo do povo. Tem inicio na Igreja, e que segue somente com o andor de Nossa Senhora da Glória e São Sebastião até à Capela da Santa. No dia 16, o arraial é agora caracterizado pela confraternização entre os conterrâneos, e os que se tomam como tal, sendo marcada a festa pelo serviço de frangos assados, bebidas, caldo verde, e muito pé de dança. 
O Natal é comemorado de forma especial, os rapazes, os que têm idade para o serem, e os que na falta dos últimos, se prezam como tal, no dia 24 de Dezembro vão  "buscar" a lenha para a fogueira do galo. Esta é depois acesa, e serve de aquecimento e de incentivo ao convívio de todos.

## Gastronomia
Várias são as iguarias da terra, e orgulham-se os pedranos de não sair ninguém de lá sem ser a rebolar. Terra de bom vinho e  gastronomia variada, uma das melhores da região transmontana. A destacar as chouriças, salpicões, morcelas pretas, alheiras, as migas de bacalhau, carne ou ovo. Os queijos igualmente famosos, querem-se feitos com as mãos frias a partir do coalho, e podem consumir-se frescos ou curados, sendo guardados a temperaturas fresca, ou em panelas de azeite, onde chegam a conservar-se mais de dois ou três anos.
Os doces tradicionais são os almendrados, amêndoas cobertas, cavacas, canelões, económicos, e as súplicas.
Em 1999 o Instituto de Emprego e Formação Profissional promoveu um curso de Gastronomia e Doçaria Tradicional no Peredo, tamanha a importância, e subtileza, da terra na confecção das iguarias. 

### Canelões
Tradicional doce da terra, tendo sido concorrente em 2019 a uma das 7 Maravilhas Doces de Portugal. Referidos por Maria de Lurdes Modesto na sua Cozinha Tradicional Portuguesa.

## Demografia
| População da freguesia de Peredo dos Castelhanos | População da freguesia de Peredo dos Castelhanos | População da freguesia de Peredo dos Castelhanos | População da freguesia de Peredo dos Castelhanos | População da freguesia de Peredo dos Castelhanos | População da freguesia de Peredo dos Castelhanos | População da freguesia de Peredo dos Castelhanos | População da freguesia de Peredo dos Castelhanos | População da freguesia de Peredo dos Castelhanos | População da freguesia de Peredo dos Castelhanos | População da freguesia de Peredo dos Castelhanos | População da freguesia de Peredo dos Castelhanos | População da freguesia de Peredo dos Castelhanos | População da freguesia de Peredo dos Castelhanos | População da freguesia de Peredo dos Castelhanos |
| ------------------------------------------------ | ------------------------------------------------ | ------------------------------------------------ | ------------------------------------------------ | ------------------------------------------------ | ------------------------------------------------ | ------------------------------------------------ | ------------------------------------------------ | ------------------------------------------------ | ------------------------------------------------ | ------------------------------------------------ | ------------------------------------------------ | ------------------------------------------------ | ------------------------------------------------ | ------------------------------------------------ |
| 1864                                             | 1878                                             | 1890                                             | 1900                                             | 1911                                             | 1920                                             | 1930                                             | 1940                                             | 1950                                             | 1960                                             | 1970                                             | 1981                                             | 1991                                             | 2001                                             | 2011                                             |
| 401                                              | 418                                              | 397                                              | 438                                              | 439                                              | 342                                              | 367                                              | 388                                              | 412                                              | 418                                              | 264                                              | 256                                              | 174                                              | 148                                              | 111                                              |

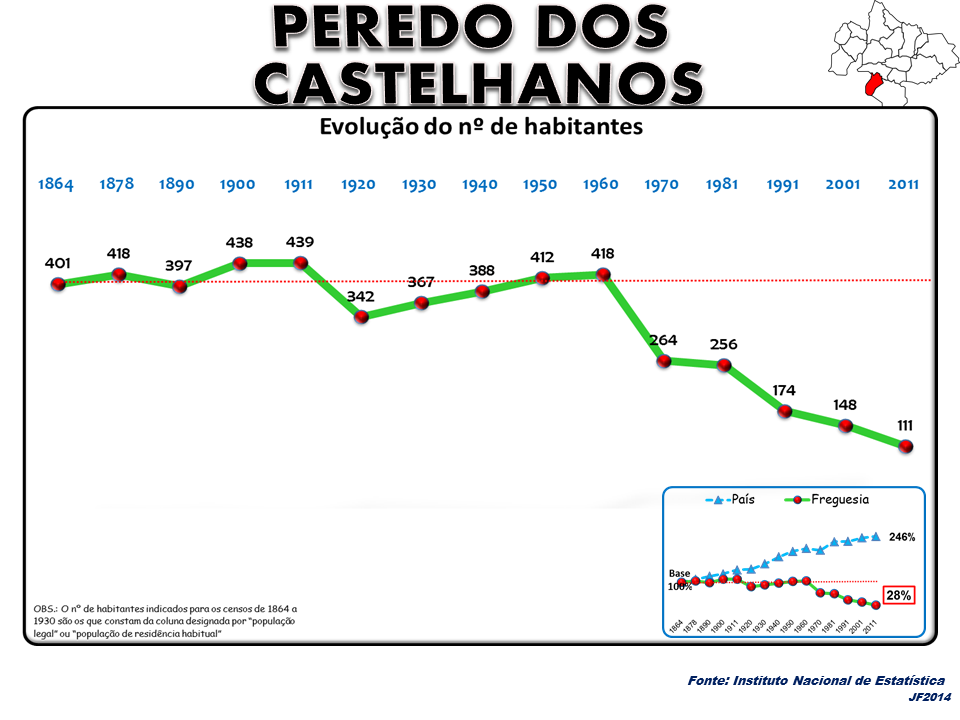
Evolução da População 1864 / 2011
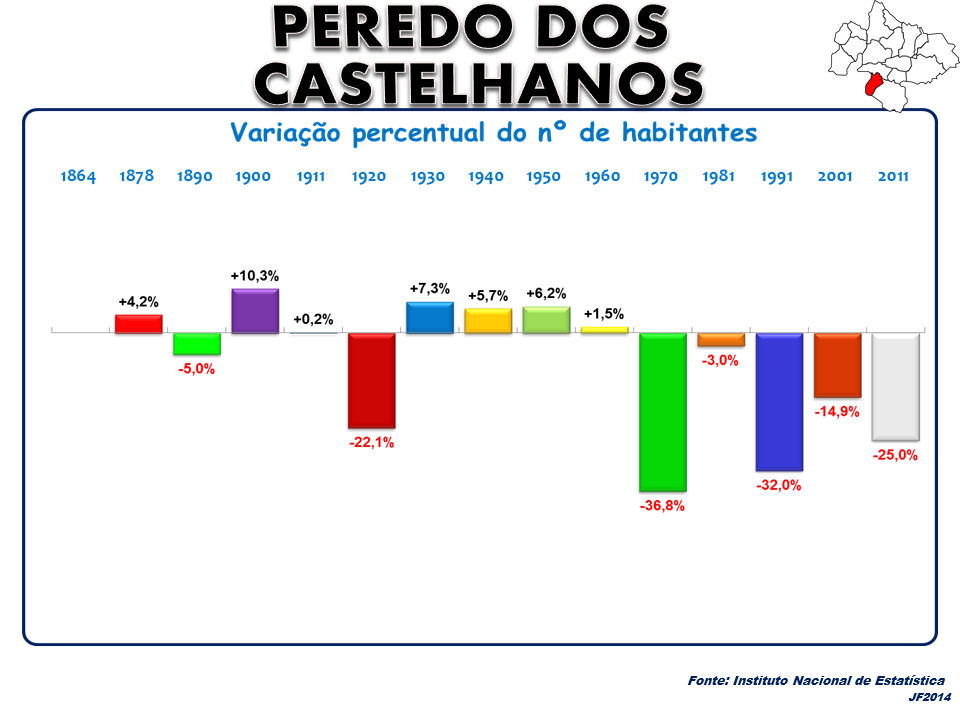
Variação da População 1864 / 2011
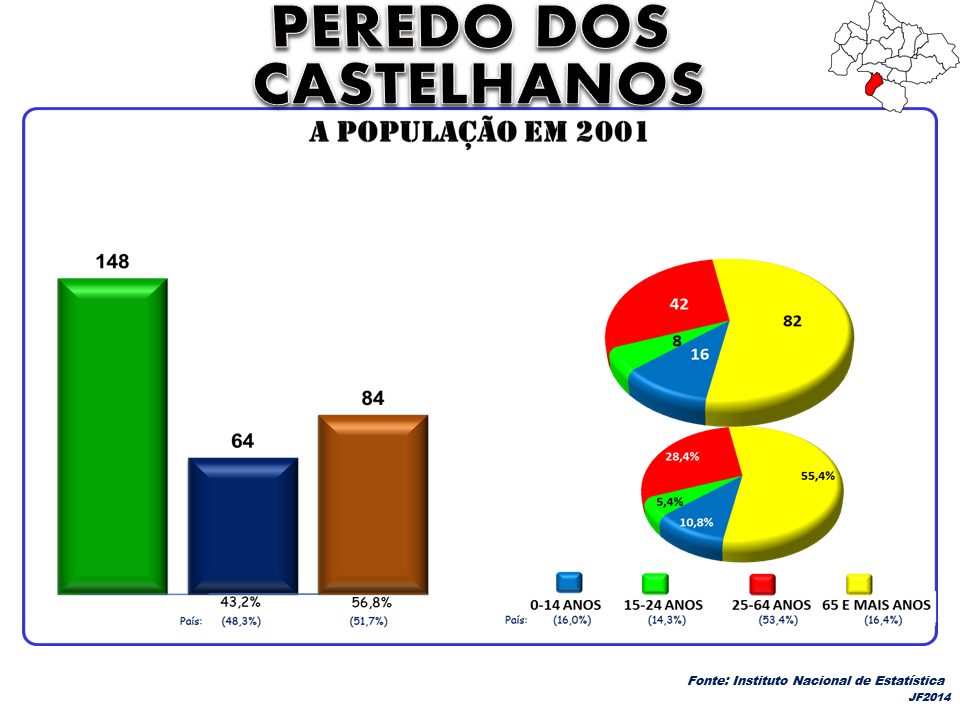
A População em 2001
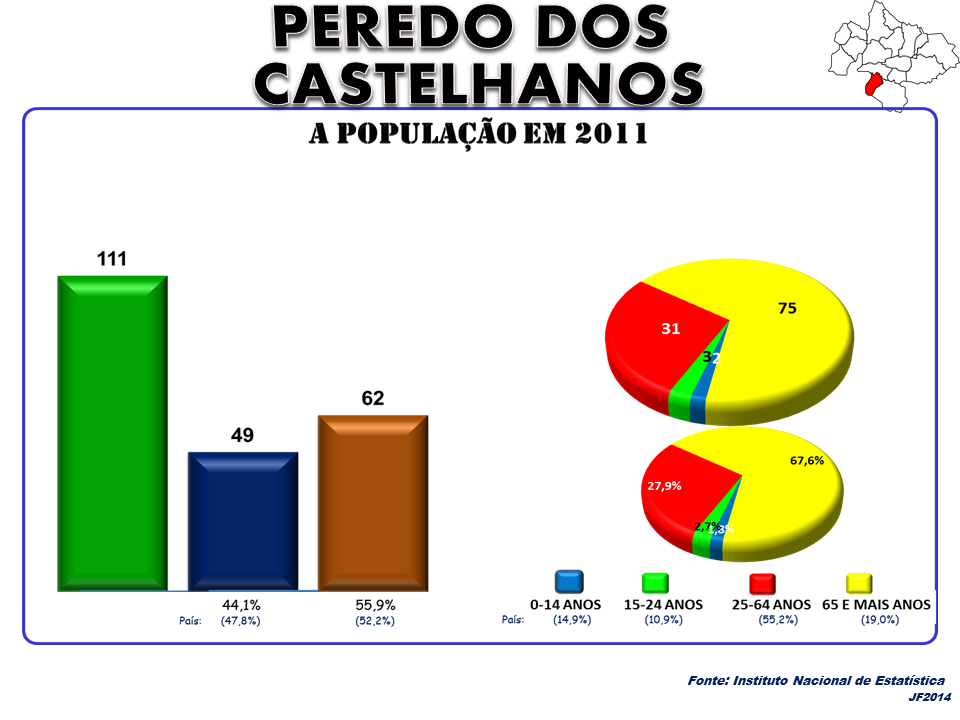
A População em 2011

## Património

#### Igreja Matriz de São Julião de Peredo dos Castelhanos
Igreja de planta retangular, cuja fachada é de gosto simples. Sobre a porta do lado Sul encontra-se uma inscrição numa laje de xisto em caracteres alfabéticos com várias abreviaturas, datável do séc. XVI. No interior apresenta 4 altares, todos de gosto rococó. Aquando de obras de restauro foram encontradas, por debaixo da cal das paredes, pinturas murais dos séculos XV-XVI.

#### Capela da Santa Cruz
Capela apresentando planta retangular, com um alpendre na fachada principal sustentado por dois grossos pilares. O interior, de uma só nave, apresenta o teto abobadado em madeira, com pinturas ao gosto popular alusivas à Paixão e Morte de Cristo. O retábulo é em talha dourada e pintada, atribuível ao séc. XVII, onde se encontra uma escultura de Cristo Crucificado, ladeado por Maria Madalena e S. João Evangelista, que se encontram pintados no retábulo. Recentemente foram descobertas pinturas murais do séc. XVI, por detrás do retábulo.